# Elisabet Paissiewa

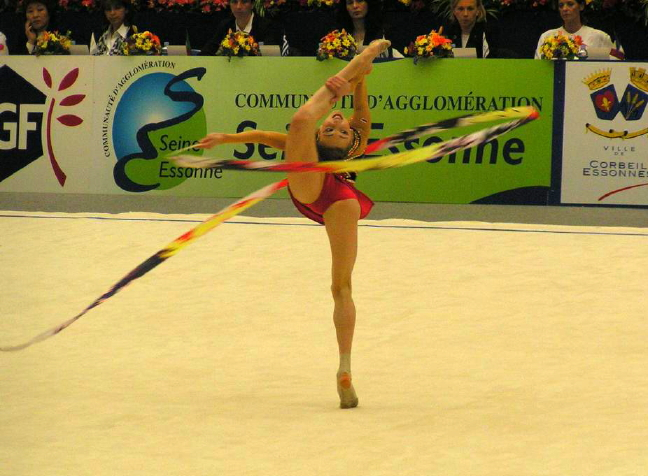
Elisabet Paissiewa

Elisabet Wladimirowa Paissiewa (bulgarisch Елизабет Владимирова Паисиева; * 17. Dezember 1986 in Sofia) ist eine ehemalige bulgarische Rhythmische Sportgymnastin. 
Bei den Olympischen Spielen 2004 wurde sie insgesamt 12. im Einzelwettbewerb. Sie gewann insgesamt dreimal Bronze bei den Weltmeisterschaften 2001, den Weltmeisterschaften 2003 und den Europameisterschaften 2002.